# Mike Resnick
Michael Diamond Resnick (Chicago, 5 marzo 1942 – 9 gennaio 2020) è stato uno scrittore di fantascienza statunitense.

## Biografia
Iniziò la sua attività di scrittore molto presto, pubblicando il suo primo romanzo a 20 anni. Vinse cinque premi Hugo e un Nebula. Fu molto prolifico: circa duecento racconti e oltre cinquanta romanzi.
Resnick frequentò la University of Chicago dal 1959 al 1961 dove incontrò la futura moglie, Carol.

## Opere

### Romanzi
- The Goddess of Ganymede, 1967
- Pursuit on Ganymede, 1968
- Redbeard, 1969
- Battlestar Galactica #5: Galactica Discovers Earth (con Glen Larson), 1980
- Il mangiatore d'anime (The Soul Eater, 1981); ed. it. Urania n. 978, Mondadori
- Il libro dell'uomo (Birthright: The Book of Man, 1982); ed. it. Urania n. 1727, Mondadori
- Il pianeta di Satana (Walpurgis III, 1982); ed. it. Urania n. 984, Mondadori
- Sideshow, 1982
- The Three-Legged Hootch Dancer, 1983
- The Wild Alien Tamer, 1983
- The Best Rootin' Tootin' Shootin' Gunslinger in the Whole Damned Galaxy, 1983
- Il tronco di Davide (The Branch, 1984); ed. it. Urania n. 990, Mondadori
- Eros Ascending, 1984
- Eros at Zenith, 1984
- Eros Descending, 1985
- Adventures, 1985
- Eros at Nadir, 1986
- Santiago (Santiago: a Myth of the Far Future, 1986); ed. it. Edizioni della Vigna, 2016
- Stalking the Unicorn, 1987
- Ritratto in nero (The Dark Lady, 1987); ed. it. Urania n. 1092, Mondadori
- Ivory, 1988; ed. it. Urania n. 1681 (Avorio, una leggenda del passato e del futuro),  Mondadori
- Paradiso remoto (Paradise, 1989); ed. it. Urania n. 1650, Mondadori
- Secondo contatto (Second Contact, 1990); ed. it. Sperling & Kupfer, 1992
- The Red Tape War (con Jack L. Chalker e George Alec Effinger), 1991
- Soothsayer, 1991
- Oracle, 1992
- Lucifer Jones, 1992
- Purgatorio: storia di un mondo lontano (Purgatory, 1992); ed. it. Urania n. 1253, Mondadori
- Exploits, 1993
- Prophet, 1993
- Inferno (Inferno, 1993); ed. it. Urania n. 1257, Mondadori
- A Miracle of Rare Design, 1994
- Encounters, 1994
- Nell'abisso di Olduvai (Seven Views of Olduvai Gorge, 1994); ed. it. Cosmo Argento n. 279, Nord. (Premio Hugo, premio SF Chronicle e Premio Nebula per il miglior romanzo breve)
- Dog in the Manger (giallo), 1995
- Il killer delle stelle (The Widowmaker, 1996); ed. it. Urania n. 1449, Mondadori
- The Widowmaker Reborn, 1997
- The Widowmaker Unleashed, 1998
- Kirinyaga (Kirinyaga, 1998); ed. it. Robotica n.38, Delos Digital
- A Hunger in the Soul, 1998
- The Outpost, 2001
- The Return of Santiago, 2003
- Lara Croft: The Amulet of Power, 2003
- Lady With an Alien, 2005
- A Gathering of Widowmakers, 2005
- Dragon America, 2005
- Gli ammutinati dell'astronave (Starship: Mutiny - Book One, 2005); ed. it. Urania n. 1579, Mondadori
- A Club in Montmartre, 2006
- I pirati e l'astronave (Starship: Pirate - Book Two, 2006); ed. it. Urania n. 1591, Mondadori
- World Behind the Door, 2007
- Astronave mercenaria (Starship: Mercenary - Book Three, 2007); ed. it. Urania n. 1614, Mondadori
- Stalking the Vampire, 2008
- I ribelli e l'astronave (Starship: Rebel - Book Four, 2008); ed. it. Urania n. 1620, Mondadori
- Hazards, 2009
- Stalking the Dragon, 2009
- Astronave ammiraglia, (Starship: Flagship - Book Five, 2009); ed. it. Urania n. 1633, Mondadori
- The Buntline Special, 2010
- The Doctor and the Kid, 2011
- The Cassandra Project (con Jack McDevitt), 2012
- The Doctor and the Rough Rider, 2012
- The Trojan Colt (giallo), 2013
- The Doctor and the Dinosaurs, 2013
- Cat on a Cold Tin Roof (giallo), 2014
- Orion: la Fortezza (The Fortress in Orion, 2014); ed. it. Urania n. 1662, Mondadori
- Antares: la prigione (The Prison in Antares, 2015);ed. it. Urania n. 1666, Mondadori
- Cassiopea: il castello (The Castle in Cassiopea, 2017);ed. it. Urania n. 1670, Mondadori
- INCI (con Tina Gower), 2015
- The Gods of Sagittarius (con Eric Flint), 2016

### Antologie
- Unauthorized Autobiographies, 1984
- Through Darkest Resnick With Gun and Camera, 1990
- Stalking the Wild Resnick, 1991
- Pink Elephants and Hairy Toads, 1991
- Bwana & Bully!, 1991
- The Alien Heart, 1991
- Will the Last Person to Leave the Planet Please Shut Off the Sun?, 1992
- Solo Flights Through Shared Worlds, 1996
- An Alien Land, 1998
- A Safari of the Mind, 1999
- Magic Feathers: The Mike and Nick Show (con Nick DiChario), 2000
- In Space No One Can Hear You Laugh, 2000
- Hunting the Snark and Other Stories, 2002
- With a Little Help From My Friends, 2002
- New Dreams for Old, 2006
- The Other Teddy Roosevelts, 2008
- Dreamwish Beasts and Snarks, 2009
- Blasphemy, 2010
- The Incarceration of Captain Nebula and Other Lost Futures, 2012
- Resnick's Menagerie, 2012
- With a Little More Help From My Friends, 2012
- Jake Masters, detective galattico (Masters of the Galaxy, 2012)
- Stalking the Zombie, 2012
- Win Some, Lose Some, 2012
- First Person Peculiar, 2014
- Away Games, 2014)

### Antologie curate
- Shaggy B.E.M. Stories, 1988
- Alternate Presidents, 1992
- Alternate Kennedys, 1992
- Inside the Funhouse, 1992
- Aladdin: Master of the Lamp (con Martin H. Greenberg), 1992
- Whatdunits, 1992
- More Whatdunits, 1993
- Alternate Warriors, 1993
- Future Earths: Under African Skies (con Gardner Dozois), 1993
- Future Earths: Under South American Suns (con Gardner Dozois), 1993
- Christmas Ghosts, 1993
- Dinosaur Fantastic (con Martin H. Greenberg), 1993
- By Any Other Fame, 1994
- Deals With the Devil (con Loren D. Estleman), 1994
- Alternate Outlaws, 1994
- Alternate Worldcons, 1994
- Witch Fantastic, 1995
- Sherlock Holmes in Orbit, 1995
- Again, Alternate Worldcons, 1996
- Girls for the Slime God, 1997
- Alternate Tyrants, 1997
- Alternate Skiffy, 1997
- Return of the Dinosaurs, 1997
- Women Writing Science Fiction as Men, 2003
- Men Writing Science Fiction as Women, 2003
- Stars (con Janis Ian), 2003
- New Voices in Science Fiction, 2003
- I, Alien, 2005
- Down These Dark Spaceways, 2005
- This is My Funniest, 2006
- Space Cadets, 2006
- The Worldcon Guest of Honor Speeches (con Joe Siclari), 2006
- Alien Crimes, 2007
- Nebula Awards Showcase, 2007, 2007
- This is My Funniest 2, 2007
- History Revisited (con J. David Markham), 2008
- The Dragon Done It (con Eric Flint), 2008
- The Best of Jim Baen's Universe #2 (con Eric Flint), 2008
- When Diplomacy Fails (con Eric Flint), 2008
- The Worlds of Edgar Rice Burroughs (con Bob Garcia), 2013
- The Best of Galaxy's Edge, 2014)

### Racconti tradotti
- Lo spiaggiaiolo (Beachcomber, 1980)
- Kirinyaga (Kirinyaga, 1988). Premio Hugo per il miglior racconto breve 1998, premio SF Chronicle 1989.
- L'anima di Beibermann (Beibermann's Soul, 1988)
- Il racconto che ha vinto tutti i premi di fantascienza (His Award-Winning Science Fiction Story, 1988)
- Equilibrio (Balance, 1989)
- Terreno neutrale (Neutral Ground, 1989)
- Una volta ho toccato il cielo (For I Have Touched the Sky, 1989)
- Bully! (Bully!, 1990)
- La Manamouki (The Manamouki, 1990). Premio Hugo per il miglior racconto.
- Solstizio d'inverno (Winter Solstice, 1991)
- Un po' di musica notturna (A Little Night Music, 1991)
- I mostri delle Midway (Monsters of the Midway, 1991)
- La rivolta delle Fate Confetto (Revolt of the Sugar Plum Fairies, 1992)
- Bibi (Bibi, 1995; con Susan Shwartz)
- Su Marte i bambini muoiono di fame (The Starving Children on Mars, 1996, con Louise Rowder)
- Le 43 dinastie di Antares (The 43 Antarean Dynasties, 1997). Premio Hugo miglior racconto breve, 1° Asimov's Readers'
- Gli elefanti di Nettuno (The Elephants on Neptune, 2000)
- Nella vecchia fattoria (Old MacDonald Had a Farm, 2001)
- In viaggio coi miei gatti (Travels With my Cats, 2004). Premio Hugo miglior racconto breve, 1° Asimov's Readers'
- La principessa della Terra (A Princess of Earth, 2004)
- Lungo la strada dei ricordi (Down Memory Lane) (2005)
- Tutto quel che sei (All the Things You Are, 2006)
- Replica nel tempo (Distant Replay, 2007)
- Alti e bassi (The Long and Short of It, 2008)
- L'inquilino ozioso (Idle Roomer, 2008; con Lezli Robyn)

### Saggistica
- Putting It Together, 2000
- I Have This Nifty Idea, 2001
- Once a Fan..., 2002
- The Science Fiction Professional, 2002
- Resnick at Large, 2003
- ...Always a Fan, 2009
- The Business of Science Fiction (con Barry N. Malzberg), 2010
- Resnick Abroad, 2012
- Resnick on the Loose, 2012
- Mike Resnick's Worldcons, 2014